# White River, British Columbia
White River är ett vattendrag i Kanada.   Det ligger i provinsen British Columbia, i den södra delen av landet, 3 000 km väster om huvudstaden Ottawa.
I omgivningarna runt White River växer i huvudsak barrskog. Trakten runt White River är nära nog obefolkad, med mindre än två invånare per kvadratkilometer.